# Gottfried III. (Reichenbach)
Gottfried III. von Reichenbach (* um 1210; † nach 9. September 1279) war der letzte männliche Vertreter des Reichenbacher Zweiges der Grafen von Reichenbach. Der Ziegenhainer Zweig bestand in der männlichen Linie noch bis 1450.

## Leben
Gottfried war der dritte Sohn des Grafen Heinrich III. von Reichenbach († 1250) und dessen Frau Bertha von Bilstein. Sein Vater trat im Jahre 1219 unter Entsagung seines weltlichen Besitzes gemeinsam mit Gottfrieds Bruder Heinrich IV. in den Deutschen Orden ein und überließ die Grafschaft Reichenbach seinem Sohn Wigger. Gottfried war zu diesem Zeitpunkt noch ein Schüler (Godefrido scolare). Er war unzufrieden mit dem ihm überlassenen Erbe und führte zahlreiche Fehden mit seinem Bruder Wigger und mit dem Grafen Wittekind (Widekind) von Bilstein, dem Bruder seiner Mutter Bertha, um seiner Meinung nach ihm zustehenden Besitz. Auch mit seinen Ziegenhainer Verwandten lag er deshalb häufig in Streit, besonders mit dem Propst Burkhart des Fritzlarer Petristifts, der die Interessen des Mainzer Erzbischofs Siegfried III. von Eppstein in Nordhessen und dem Eichsfeld vertrat (und 1247 Erzbischof von Salzburg wurde). Ebenso stritt er mit dem Deutschen Orden bis 1243 über Besitz, dessen Übereignung durch Vater und Bruder er angeblich nicht zugestimmt hatte.
Im Jahre 1229 wurde er ein erstes Mal von seinem Bruder Wigger und Onkel Widekind gefangen genommen, konnte dann aber in die Deutschordensniederlassung Reichenbach entkommen. 1236 geriet er, wegen seiner staufertreuen Haltung nun auch ein Gegner des Mainzer Erzbischofs Siegfried, in die Hände seiner Feinde, die ihn zur Zahlung eines hohen Lösegelds verpflichteten und ihn dann nach Mainz brachten; dort musste er sich dem Erzbischof unterwerfen und ihm sein Haus in Ziegenhain abtreten und seinen Ziegenhainer Verwandten Urfehde schwören. Erst 1237 kam er wieder frei.
Im Jahre 1250 wurde er gezwungen, all seine Lehen an seinen Verwandten und Feind Berthold I. von Ziegenhain zu überschreiben, wofür ihm Berthold eine Summe Geldes wiederlöslich vorschoss. Zwar kam es darüber noch einmal zu Streit, aber im Jahre 1257 sah sich Gottfried doch gezwungen, diese Lehensübertragung zu bestätigen. Diese Vereinbarung wurde am 6. August 1258 von Gottfried III. nach Bertholds Tod für Bertholds Witwe Eilika, ihre Söhne Gottfried V. und Berthold sowie für deren Nachkommen noch einmal bestätigt.
Dem Kloster Haina, das von seinen Vorfahren gestiftet worden war, machte Gottfried zahlreiche Schenkungen, 1236 sogar seinen und seiner Frau gesamten Besitz. Diese Schenkung bestätigte er 1241 noch einmal. Andererseits machte er dem Kloster aber auch Güter, Einkünfte und anderen Besitz streitig, den es seiner Meinung nach zu Unrecht von seinen Verwandten, Vasallen oder Ministerialen erhalten hatte.
Gottfried war spätestens 1236 mit Mechthild von Abenberg verheiratet. Die Ehe war wohl kinderlos. Mit dem Erbe seiner Frau erwarb er einen Ruhesitz in Würzburg, wo er ab 1277 lebte. Er scheint dort gegen sein Lebensende noch eine Pfründe als Domherr gehabt zu haben. Mit Gottfrieds Tod im Hernst 1279 fiel die Burg Reichenbach, gemäß dem 1233 geschlossenen Vergleich zwischen Berthold I. von Ziegenhain und dem Ludowinger Konrad von Thüringen, mit allem dortigen Grundbesitz und Zubehör endgültig an den hessischen Landgrafen Heinrich I.